# Луи Амад
Луѝ Жан Матийо̀ Ама̀д (на френски: Louis Jean Mathieu Amade) е френски поет, писател и криминалист.
Роден е на 13 януари 1915 година в Ий сюр Тет, Русийон, в семейство с местен каталонски произход. Завършва криминалистика и съдебна медицина и от 1937 година работи в полицията, като от 1958 година до пенсионирането си през 1979 година е технически съветник с ранг на префект в полицията на Париж. От края на 30-те години публикува свои стихове, а след това и няколко романа, по негови текстове са писани песни за популярни изпълнители като Едит Пиаф. Широка известност получава с дългогодишното си сътрудничество с Жилбер Беко, за когото пише някои от най-известните му песни.
Луи Амад умира на 4 октомври 1992 година в Париж.